# Zlatan Ljubijankič
Zlatan Ljubljankič(nascut el 15 de desembre de 1983 a Ljubljana) és un futbolista eslovè que actualment juga com a davanter per al club de la Jupiler League belga K.A.A. Gent i la selecció de futbol d'Eslovènia. Anteriorment, va jugar al NK Domžale, on hi va guanyar el premi de futbolista eslovè 2006-07 que atorga el gremi de periodistes del país adriàtic.

## Palmarès

### NK Domžale
- Lliga eslovena: 2006-07

- Finalista: 2004-05,2005-06

- Supercopa eslovena: 2007

### K.A.A. Gent
- Copa belga: 1009-10

- Finalista: 2007-08

## Gols com a internacional
| #  | Data                  | Estadi                                      | Oponent          | Marcador | Resultat | Competició                                           |
| -- | --------------------- | ------------------------------------------- | ---------------- | -------- | -------- | ---------------------------------------------------- |
| 1. | 28 de febrer de 2006  | Neo GSZ Stadium, Làrnaca, Xipre             | Xipre            | 0–1      | 0–1      | Amistós                                              |
| 2. | 11 d'octubre de 2008  | Estadi Ljudski vrt, Maribor, Eslovènia      | Irlanda del Nord | 2–0      | 2–0      | Classificació de la Copa del Món de futbol 2010-UEFA |
| 3. | 12 d'agost de 2009    | Estadi Ljudski vrt, Maribor, Eslovènia      | San Marino       | 5–0      | 5–0      | Classificació de la Copa del Món de futbol 2010-UEFA |
| 4. | 5 de setembre de 2009 | Wembley, Londres, Anglaterra                | Anglaterra       | 2–1      | 2–1      | Amistós                                              |
| 5. | 18 de juny de 2010    | Estadi Ellis Park, Johannesburg, Sud-àfrica | Estats Units     | 2-0      | 2-2      | Mundial 2010                                         |